# Holothele longipes
Holothele longipes är en spindelart som först beskrevs av Ludwig Carl Christian Koch 1875.  Holothele longipes ingår i släktet Holothele och familjen fågelspindlar.
Artens utbredningsområde är Venezuela. Inga underarter finns listade i Catalogue of Life.